# Spinnin' Deep
Spinnin' Deep est un label discographique de musique électronique néerlandais.
Fondé en 2009, c'est l'un des 27 sous-labels de Spinnin' Records, créé spécialement pour les sorties de type deep / house.
Watermät, Martin Solveig, Oliver Heldens, Mike Mago, Pep & Rash ou encore EDX y ont déjà signé.